# Меликишвили, Георгий Александрович
Гео́ргий Алекса́ндрович Меликишви́ли (груз. გიორგი ალექსანდრეს ძე მელიქიშვილი; 1918—2002) — советский и грузинский историк, специалист по истории государства Урарту. Академик АН Грузии (1961).

## Биография
Родился 30 декабря 1918 года в Тифлисе (ныне Тбилиси, Грузия).
В 1939 году окончил исторический факультет Тбилисского государственного университета, затем поступил в аспирантуру, специализировался по истории древнего Востока. С 1941 года Георгий Александрович увлёкся историей Урарту, изучал урартский язык и урартские клинописные тексты. В 1944 году Меликишвили защитил кандидатскую диссертацию по тематике Урарту. С конца сороковых годов Георгий Александрович опубликовал серию исследовательских статей об Урарту, а в 1953—1954 годах вышли его главные работы на эту тему: «Урартские клинообразные надписи» и «Наири-Урарту».
Уделял большое внимание древней истории Грузии, Кавказа и Малой Азии. Самый известный вклад учёного по этой тематике — монография «К истории древней Грузии» (1959) и организация издания и редактирование восьмитомника «Очерки истории Грузии» (1982).
В 1961 году Георгий Александрович Меликишвили избран академиком АН Грузинской ССР.
В 1954—1988 годах Георгий Александрович возглавлял отдел древней истории в Институте истории Грузии, а с 1965 года по 1999 год являлся также директором этого института. С 1999 года вплоть до своей кончины в 2002 году Георгий Александрович являлся почётным директором Института истории.
Член ВКП(б) с 1946 года.
Жил в Тбилиси на Рижской (ныне — Тактакишвили) улице, д. 3

## Награды и премии
- Ленинская премия (1957) — за исследования в области древней истории народов Закавказья, изложенные в трудах «Наири-Урарту» и «Урартские клинообразные надписи» (1954)
- орден «Знак Почёта»
- медали

## Труды Г. А. Меликишвили в Сети
- Меликишвили Г. А. Урартские клинообразные надписи. — М. : Издательство Академии наук СССР, 1960. — 504 с.
- К вопросу о древнейшем очаге урартских племен // «Вестник древней истории». 1947. № 4.
- К вопросу о царских хозяйствах и рабах-пленниках в Урарту // Вестник древней истории. № 1, 1953 г.
- Урартоведческие заметки // Вестник древней истории, 1951, № 3.
- Рецензия на: Б. Б. Пиотровский, Кармир-блур, Изд-во АН Арм. ССР, вып. I, II // Вестник древней истории, 1953, № 3.
- В учебнике Источниковедение истории Древнего Востока. М., 1984: Глава XIII. Урарту и Закавказье. § 1. Ассирийские источники; § 2. Урартские надписи.
- Некоторые вопросы древнейшей истории грузинского народа // Доклад на XXXI сессии Отделения общественных наук Академии Наук Грузинской ССР в июне 1951 года.